# معاون رئیس‌جمهور برزیل
معاون رئیس‌جمهور برزیل (پرتغالی: Vice-presidente do Brasil) در ساختار رسمی دولت برزیل دومین رتبه در قوه مجریه پس از رئیس‌جمهور برزیل بشمار می‌آید.